# Барбијанело
Барбијанело (итал. Barbianello) је насеље у Италији у округу Павија, региону Ломбардија.
Према процени из 2011. у насељу је живело 560 становника. Насеље се налази на надморској висини од 67 м.

## Становништво
| 1931. | 1936. | 1951. | 1961. | 1971. | 1981. | 1991. | 2001. | 2011. |
| ----- | ----- | ----- | ----- | ----- | ----- | ----- | ----- | ----- |
| 1.219 | 1.195 | 1.166 | 1.125 | 928   | 862   | 779   | 816   | 890   |